# Julian Łubieński
Julian Łubieński herbu Pomian (ur. 13 lutego 1827 w Guzowie, zm. 23 maja 1873 w Warszawie) – polski hrabia, inżynier-chemik, profesor technologii na Uniwersytecie Warszawskim, architekt.
Syn Henryka i Ireny z Potockich, brat Edwarda i Konstantego Ireneusza. W 1850 ożenił się z Antoniną z Łubieńskich i miał z nią córkę Marię.
Kształcił się w Paryżu w École centrale Paris do 1849 roku. Po przyjeździe do Polski wykonał prace przy odnowie katedry i seminarium w Sejnach w 1864 roku. Wybudował także cukrownie w Śreniawie i Pudliszkach.
Po ojcu odziedziczył wieś Częstocice.
Spoczywa na cmentarzu Powązkowskim w Warszawie (kwatera 28-4-15).